# 虫掛駅
虫掛駅（むしかけえき）は、茨城県土浦市虫掛にあった筑波鉄道筑波線の駅（廃駅）である。

## 歴史
当初は当地より北にある常名地区を通る予定であったが、1688年創業の醤油メーカー「柴沼醤油醸造」が誘致運動を行ったことにより、虫掛地区に駅が建設された。

### 年表
- 1918年（大正7年）4月17日：筑波鉄道 (初代)の駅として開業[2]。
- 1945年（昭和20年）3月20日：会社合併に伴い、常総筑波鉄道筑波線の駅となる。
- 1965年（昭和40年）6月1日：会社合併に伴い、関東鉄道の駅となる[5]。
- 1979年（昭和54年）4月1日：事業譲渡に伴い、筑波鉄道の駅となる[5]。
- 1987年（昭和62年）4月1日：筑波線の廃線に伴い廃止[3]。

駅跡は、茨城県道505号桜川土浦潮来自転車道線（つくば霞ヶ浦りんりんロード）の休憩所となっている。

## 駅構造
対向式ホーム2面2線の地上駅。駅の入口は南側の下りホームにあり、上りホームへは土浦方にある踏切を渡る。下りホーム上には簡素な旅客上屋と「送電室」の札がかかった小屋がある。以前はこのホームに木造の入母屋造風の差し掛け屋根を有した駅本屋があった。上りホーム上には大きな樹木が植えられていて、旅客上屋や待合室はなかった。

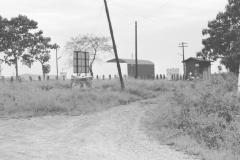
駅前（1979年、写真中央は旅客上屋）
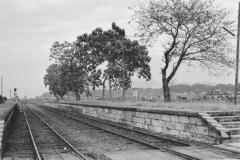
土浦方面ホーム（1979年）
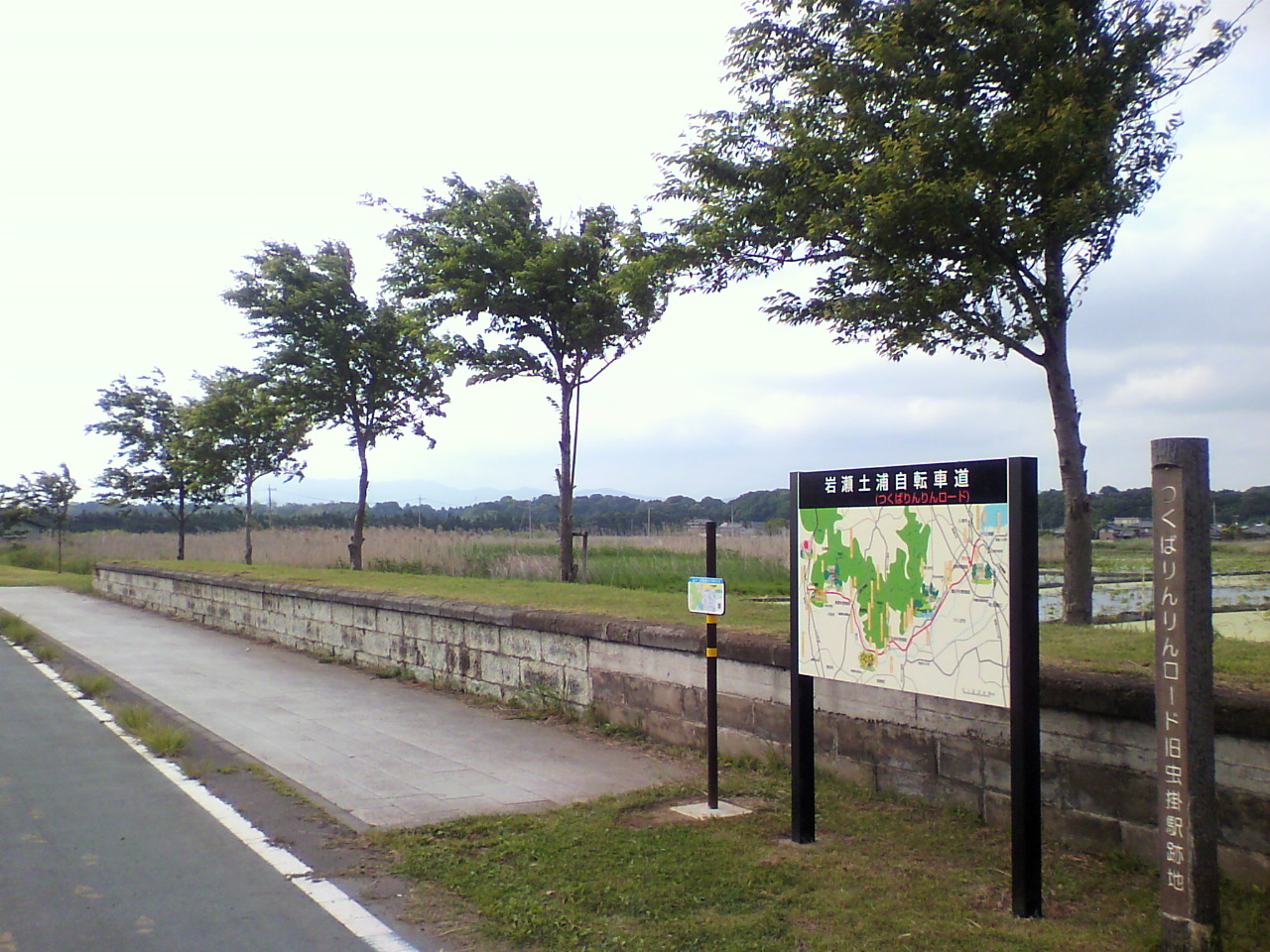
ホーム跡（2010年）
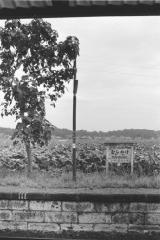
木製の駅名標（1979年）

## 駅周辺
虫掛集落の北端。駅北側には木造の倉庫があり、上りホーム北側は蓮田（レンコンの田んぼ）であった。岩瀬方には常磐自動車道（当該区間は1982年開通）があり、土浦方には国道6号土浦バイパス（同）が通る。「柴沼醤油醸造」の工場が駅の近くの桜川沿いにあり、同社は当駅から醤油を出荷していた。

## 隣の駅
筑波鉄道
筑波線
新土浦駅 - 虫掛駅 - 坂田駅